# دون شروط
دون شروط هو فيلم أمريكي رومانسي كوميدي والفيلم من إخراج ايفان ريتمان وكتابة إليزابيث ميريويذر، أما البطولة فهي لكل من ناتالي بورتمان وأشتون كوتشر وكيفين كلاين. تدور أحداث الفيلم حول صديقين يقرران أن تجمعهما علاقة جنسية دون أن يحب أحدهم الآخر (دون شروط أو قيود).
تم إطلاق الفيلم في الولايات المتحدة وكندا بتاريخ 21 كانون الثاني 2011، وقد حقق 20.3 مليون دولار في فترة ثلاثة أيام.

## القصة
مضى أعوام عديدة منذ لقاء إيما (ناتالي بورتمان) وأدم (أشتون كوتشر) في مرحلة المراهقة، حتى أصبحت إيما طبيبة أما أدم فهو مساعد إنتاج لأحد البرامج الغنائية التلفزيونية، وكان اللقاء بينهما من جديد ليتبادل كل منهما رقم هاتف الآخر. بعد فترة من الزمن يكتشف آدم أن والده سكوت (كيفين كلاين) على علاقة بصديقته السابقة فنيسا (أوفيليا لوفيبوند) مما أثار غضبه وحنقه، فيقرر الاتصال بجميع الفتيات المدونة أرقامهم على هاتفه آملاً بعلاقة عابرة. في اليوم التالي يستسقظ أدم ليجد نفسه قضى ليلته عارياً على أريكة في منزل إيما والمقيمين معها وذلك بعد أن أرسل لها رسالة في السابق وهو ثملا. تخبر إيما أدم ما حصل في الليلة السابقة لينتهي بهم الأمر بممارسة الجنس.
عندما يقيم الثنائي علاقة مرة أخرى في منزل أدم، تقترح إيما على أدم أن تبقى علاقتهما في دائرة الجنس فقط فيحذرها من الوقوع في حبه ولكنها ترفض الفكرة وتضع قواعد أساسية لتجنب ذلك. بدايةً تكون الأمور على ما يرام حسب الاتفاقية لكن غيرة أدم تبدأ عند محاولة سام (بن لوسن) لفت انتباه إيما. عندها تشعر إيما أنهم بدأوا الاقتراب من بعضهم البعض أكثر مما يجب، فتقرر أن عليهما التوقف لفترة ومواعدة أشخاص آخرون. بعد مرور أسبوعين من انفصالهما، تعود إيما لآدم من جديد ليكملوا علاقتهما المشروطة.
في عيد ميلاد أدم يذهب هو وإيما للقاء والده وفنيسا على العشاء ويعلنا قرارهم بإنجاب طفل مما يثير غضب إيما ويجعلها تدافع عن أدم. بعد العشاء يقنع أدم إيما بالخروج معه في الفالنتاين وتمر الأمور بشكل جيد خلال لقائهما الأمر الذي يريب إيما بالأخص بعد اعتراف أدم بحبه لها.
بعد مرور ستة أسابيع وخلال تصوير نص أدم التلفزيوني بمساعدة زميلته مساعدة المخرج لوسي (ليك بيل). في اليوم التالي، تعترف إيما لشقيقتها كاتي (أوليفيا ثيرلبي) خلال حفل زفافها أنها لا تستطيع أن تتوقف عن التفكير بأدم، فتلح كاتي على أن تتصل إيما بأدم وتصلح الوضع بينهما ولكن أدم يصدها ويعاملها بجفاء. تدرك إيما في ذلك الوقت أن عليها التحدث لأدم وجهاً لوجه فتترك رفاف شقيقتها لتذهب لمنزل أدم ولكن عند وصولها ترى أدم ولوسي قادمان للمنزل. عند دخول لوسي وأدم للمنزل تتصل فنيسا به لتخبره بأن والده في المستشفى وعليه أن يأتي في الحال. عند بوابة المستشفى يلتقي أدم وفنيسا وتبلغه أن علاقتها بوالده قد انتهت. في ذلك الحين، تتصل صديقة إيما شيرا (ميندي كايلنغ) بها لتخبرها ما حدث لوالد أدم.
عند خروج أدم من المستشفى بعد أن قدم له والده بعض النصائح عن الحب، يلتقي أدم وإيما عند بوابة المستشفى وتعتذر عما فعلته سابقاً معترفة بحبها له.

## الممثلون
- ناتالي بورتمان بدور الطبيبة إيما كورتزمان
- أشتون كوتشر بدور أدم فرانكلين
- كيفين كلاين بدور سكوت فرانكلين "والد أدم"
- كاري الويس بدور الطبيب ميتزنور "رئيس إيما"
- جريتا جيروج بدور باتريس "صديقة إيما"
- ليك بيل بدور لوسي
- أوليفيا ثيرلبي بدور كاتي كورتزمان
- لوداكريس بدور والاس "صديق أدم"
- جيك جونسون بدور ايلي "صديق أدم"
- ميندي كايلنغ بدور شيرا "صديقة إيما"
- تاليا بلسم بدور ساندرا كورتزمان "والدة إيما وكاتي"
- أوفيليا لوفيبوند بدور فنيسا "صديقة سكوت"

## وصلات خارجية
- دون شروط على موقع IMDb (الإنجليزية)
- دون شروط على موقع ميتاكريتيك (الإنجليزية)
- دون شروط على موقع روتن توميتوز (الإنجليزية)
- دون شروط على موقع نتفليكس (الإنجليزية)
- دون شروط على موقع قاعدة بيانات الأفلام العربية
- دون شروط على موقع ألو سيني (الفرنسية)
- دون شروط على موقع Turner Classic Movies (الإنجليزية)
- دون شروط على موقع أول موفي (الإنجليزية)
- دون شروط على موقع بوكس أوفيس موجو (الإنجليزية)
- دون شروط على موقع فيلمافينيتي (الإسبانية)

1. ↑  مذكور في: تفريغات بيانات Freebase. الناشر: جوجل.
2. ↑  "قاعدة بيانات الأفلام على الإنترنت" (بالإنجليزية). Retrieved 2016-08-20.{{استشهاد ويب}}:  صيانة الاستشهاد: لغة غير مدعومة (link)
3. ↑  "معلومات عن دون شروط على موقع ui.eidr.org". ui.eidr.org. مؤرشف من الأصل في 2021-05-12.
4. ↑  "معلومات عن دون شروط على موقع itunes.apple.com". itunes.apple.com. مؤرشف من الأصل في 2021-05-09.
5. ↑  "معلومات عن دون شروط على موقع netflix.com". netflix.com. مؤرشف من الأصل في 2021-03-18.